# Paul-Schneider-Straße 10 (Weimar)

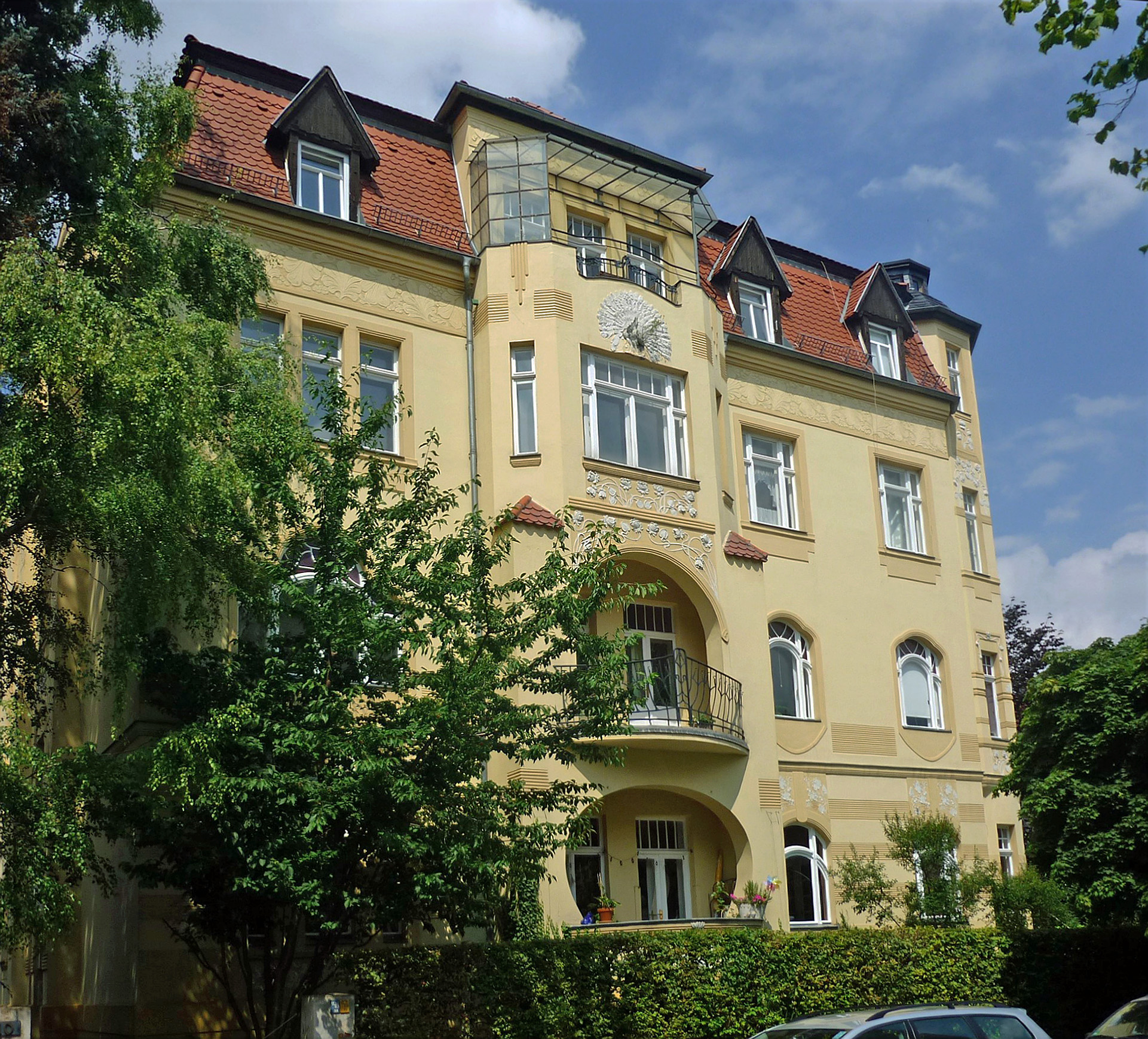
Paul-Schneider-Straße 10

Paul-Schneider-Straße 10 in der Westvorstadt von Weimar ist ein denkmalgeschütztes Wohnhaus. Zur Erbauungszeit hieß die Straße Lottenstraße bzw. Kaiserin-Augusta-Straße.

## Beschreibung
Das Wohnhaus im Jugendstil wurde 1903/04 nach einem Entwurf von Max Stark errichtet. Das dreigeschossige Gebäude besitzt ein ausgebautes Mansardgeschoss und ist um die Breite des Vorgartens von der Straßenflucht zurückgesetzt. Die einzelnen Teile sind auf seine städtebauliche Lage an der Ecke Paul-Schneider-Straße/Mozartstraße abgestimmt. Das betrifft hauptsächlich den risalitähnlichen Vorbau an der Südostecke, der im Untergeschoss einen kreisrunden Grundriss hat, während seine Obergeschosse polygonal sind. An beiden Straßenfronten sind außerdem Risalite von differenzierter Gestalt mit Dachaufbauten. Es besitzt eine reiche Verzierung der Fassaden. Das Zwerchhaus an der Ostseite besitzt ein Sichtfachwerk.
Auch das Nachbarhaus Paul-Schneider-Straße 11 aus dem Jahre 1905/06 entstand nach einem Entwurf von Max Stark.